# Бонусний рівень
Бонусним рівнем у відеогрі називається рівень, що прихований від основної лінії рівнів і призначений для нагороди гравця за певні досягнення чи надання йому певних додаткових бонусів. Такі рівні характерні для платформерів, аркад.

## Як потрапити на бонусний рівень
Оскільки бонусний рівень певною мірою є секретним, потрапити на нього просто проходячи гру неможливо. Щоб отримати можливість проходити бонусні рівні, звичайно треба віднайти на попередньому звичайному рівні певний предмет. Цей предмет теж не знаходиться на поверхні, і для його знаходження може потребуватися додаткове дослідження рівнів чи певних мануалів. В деяких іграх бонусні рівні завантажуються автоматично, як лотерея.

## Що знаходиться на бонусному рівні
В загальному випадку такі рівні призначені для допомоги гравцю. Там розташовані такі бонуси, як додаткові очки досвіду, очки здоров'я, додаткова зброя чи інше устаткування тощо. В різних іграх такі рівні можуть виглядати по-різному: або як звичайний рівень, позбавлений ворогів та інших погроз життю, де просто розташовані бонуси, і треба пройти від одного кінця до іншого без перепон; або рівень, де потрібно виконати певне завдання полегшеної від звичайного рівня складності, щоб отримати значний бонус; або просто розіграш у лотерею, де можна отримати бонус як виграш (а можна й не отримати, якщо програти).

## Приклади застосування
Розглянемо застосування бонусної системи рівнів на прикладі двох аркадних ігор Disney's Aladdin in Nasira's Revenge та Bio Menace.
1. Disney's Aladdin in Nasira's Revenge. У цій грі бонусний рівень представлений післярівневим розіграшом в автоматі Джек-поту, де можна виграти додаткове continue, додаткове життя, повне відновлення здоров'я та нову прокрутку. Виграш настає, якщо три позначки відповідного бонуса стали в ряд. Якщо цього не відбулося, виграшу не настає, але і втрат ніяких немає. Взяти участь у розіграші можна, якщо взяти на попередньому рівні значок Джина. Ці значки звичайно не приховані, але іноді для їх отримання треба виконати додаткові дії. Також на деяких рівнях присутні три діаманти. Щоб отримати їх, треба відхилятися від курсу та робити певні додаткові зусилля (іноді значні). Якщо зібрати 3 таких діаманти, після розіграшу в Джек-поті відкривається новий бонус-рівень (6 варіацій), пройшовши який, можна отримати синій діамант; якщо на кожному такому бонус-рівні отримати синій діамант, в кінці гри буде інше привітання.
2. Bio Menace. У цій грі бонусний рівень візуально нічим не відрізняється від звичайного. Щоб потрапити на цей рівень, необхідно знайти певний дорогоцінний камінь. Він прихований від звичних місць проходження. Рівні бувають різні: іноді треба просто дійти від початку до кінця, збираючи по дорозі бонуси, а іноді потрібно вчинити певні дії (вбити всіх ворогів, обережно дострибнути на іншу сторону вогневого озера тощо) чи просто бути обережним. Власне бонуси звичайно являють собою додаткове життя, додаткові очки чи додаткові червоні діаманти. Ці бонуси при певній кількості теж дають гравцю додаткове життя. Воно дається в разі:

- отримання 20000, 40000, 80000, 160000, 320000, 640000 (більше майже неможливо) очок;
- отримання 50 червоних діамантів.

Крім цього, існує один звичайний рівень, який містить секретну локацію. Щоб пройти рівень, необов'язково заходити у цю кімнату. Але якщо знайти її та увійти, можна теж отримати додаткові бонуси, а також зустрітися з розробниками гри (Apogee Software (3D Realms)).